# Ignác Vojtěch Lemoch
Ignác Vojtěch Lemoch (ukrajinsky Ігнац Войтєх Лемох, polsky Ignacy Wojciech Lemoch, 7. dubna 1802, Netvořice – 21. srpna 1875, Zoločiv) byl česko-rakouský matematik, astronom, zeměměřič, učitel a hudební skladatel, jeden ze zakladatelů Technické akademie ve Lvově. V letech 1853 až 1854 vykonával pozici rektora Lvovské univerzity, kde dlouhodobě působil.

## Životopis

### Mládí
Narodil se v Netvořicích nedaleko Benešova. Jeho otec Josef Lemoch byl školním učitelem a varhaníkem zdejšího kostela Nanebevzetí Panny Marie. Jeho staršími bratry byli Vincenc (1792–po 1860 ), varhaník, klavírista a učitel hudby v Praze, Lvově, Kremenci, Vídni, Moskvě (posléze znovu ve Vídni), Josef František (1795–1863), farář, varhaník a skladatel a Jan Nepomuk (1810–1863), zpěvák, klavírista, hudební pedagog a skladatel v polském Krakově. Základní a hudební vzdělání získal na škole v Netvořicích, ve třídě svého otce. Poté studoval na Filozofické fakultě Univerzity Karlovy v Praze (1820–1822) a následně Filozofické fakultě Vídeňské univerzity (1825–1829). Mj. zde byl žákem původem českého matematika, astronoma a geodeta Františka Josefa Gerstnera a rakouského astronoma Josefa Johanna Edlera von Littrova, korespondenčního člena ruské Carské akademie věd v Petrohradě. 

### Ve Lvově
Na základě konkurzu získal v roce 1840 místo profesora elementární matematiky a praktické geometrie na Lvovské univerzitě. Do roku 1848 zde vedl kurzy čisté elementární matematiky a praktické geometrie. Po transformaci zdejší filozofické fakulty z přípravné fakulty pro jiné fakulty na fakultu, která vyučovala též budoucí učitele gymnázií, vyučoval Lemoch kurzy vyšší matematiky. Připravil zde také řadu speciálních a aplikovaných kurzů: teoretickou astronomii, analytickou mechaniku, rovinnou a sférickou trigonometrii s aplikací na konstrukci map a slunečních hodin.
Vedl také kurzy praktické geometrie, žádal o nákup přístrojů pro měření a vedení praktických hodin. Před zřízením lvovské Technické akademie v roce 1844, na jejímž vzniku se osobně podílel, byly na jeho fakultě školeni zdejší geodeti a zeměměřičtí specialisté. Na Technické akademii v jejích počátcích vedl kurz praktické geometrie. Napsal několik učebnic praktické geometrie a dalších matematických spisů. Byl také znalcem hudby a hudebním skladatelem, zanechal po sobě v rukopisech také mnoho menších hudebních skladeb. Několikrát byl pozván na místo profesora geometrie na jiných univerzitách, mj. ve Vratislavi či Krakově, všechny nabídky však odmítl.
V letech 1843, 1848, 1856 a 1858 byl děkanem zdejší Filosofické fakulty. V letech 1854 až 1855 pak působil jako rektor Lvovské univerzity. V této funkci podporoval mj. studentské iniciativy: umožnil vytvoření spolku „Bratrská pomoc“, ale prorektor k tomu nedal svolení. Na Lvovské univerzitě působil až do roku 1870.

### Úmrtí
Zemřel 21. srpna 1875 v haličském Zoločivě a 23. srpna byl zde také pohřben, pravděpodobně na zdejším starém městském hřbitově.